# Jiří Svoboda (motocyklový závodník)
Jiří Svoboda (* 7. srpna 1956) je bývalý československý motocyklový závodník, reprezentant v ploché dráze. Jeho otcem byl plochodrážní závodník Stanislav Svoboda.

## Závodní kariéra
V Mistrovství Československa jednotlivců startoval v letech 1977-1988, nejlépe skončil v letech 1981 a 1984 na 7. místě. V Mistrovství Československa na dlouhé ploché dráze skončil v roce 1983 na 3. místě. V Mistrovství Československa dvojic skončil v roce 1979 na 3. místě. V letech 1981-1987 startoval v kvalifikačních závodech mistrovství světa jednotlivců, nejlépe skončil v roce 1987 na 15. místě v kontinentálním polofinále. V roce 1984 reprezentoval Československo při Mistrovství světa družstev. V roce 1977 skončil na 13. místě v Mistrovství světa juniorů. V roce 1986 skončil na 11. místě v polofinále mistrovství světa na dlouhé ploché dráze. V roce 1988 skončil na 3. místě v polofinále mistrovství světa na travnaté ploché dráze. Startoval i v ploché dráze na ledě. Závodil za Rudou hvězdu Praha.